# Erin Mielzynski
Erin Mielzynski (Brampton, 25 maggio 1990) è un'ex sciatrice alpina canadese.

## Biografia

### Stagioni 2006-2011
La Mielzynski risiede a Guelph, nella provincia dell'Ontario, e ha partecipato per la prima volta in una competizione valida ai fini FIS il 16 dicembre 2005 a Saint-Sauveur giungendo 29ª in slalom speciale. L'anno seguente ha debuttato in Nor-Am Cup a Lake Louise ottenendo il 23º posto in discesa libera. Si è aggiudicata il primo podio, nella stessa manifestazione continentale, il 9 marzo 2008 piazzandosi terza a Craigleith in slalom speciale.
Nel 2009 ha fatto il suo esordio in Coppa del Mondo ad Aspen, riuscendo a concludere 30ª in slalom speciale, e l'anno seguente ha debuttato ai Giochi olimpici invernali: a Vancouver 2010 si è classificata 20ª nello slalom speciale. Nel 2011 ha conquistato il primo successo in Nor-Am Cup vincendo lo slalom speciale disputato a Whistler - vittoria bissata il giorno seguente sul medesimo tracciato -, oltre a conseguire anche il primo podio in Coppa Europa. Nella stessa stagione ha preso parte ai Mondiali di Garmisch-Partenkirchen, dove è giunta 16ª in slalom.

### Stagioni 2012-2022
Il 4 marzo 2012 ha colto in slalom speciale a Ofterschwang l'unico successo in Coppa del Mondo, precedendo la statunitense Resi Stiegler e la fuoriclasse austriaca Marlies Schild. Il 4 gennaio 2013 ha conquistato a Zagabria Sljeme nella medesima specialità il secondo e ultimo podio in Coppa del Mondo (3ª) e ai successivi Mondiali di Schladming 2013 è giunta 17ª in slalom speciale, mentre ai XXII Giochi olimpici invernali di Soči 2014 si è classificata 21ª nello slalom gigante e non ha concluso lo slalom speciale. Ai Mondiali di Vail/Beaver Creek 2015 si è aggiudicata la medaglia d'argento nella gara a squadre ed è stata 6ª nello slalom speciale. Due anni dopo ai Mondiali di Sankt Moritz 2017 si è classificata 15ª nello slalom speciale; il 18 novembre dello stesso anno ha ottenuto l'ultima vittoria in Nor-Am Cup, a Loveland in slalom speciale, e il giorno successivo l'ultimo podio nel circuito, nelle medesime località e specialità (2ª).
Ai XXIII Giochi olimpici invernali di Pyeongchang 2018 si è classificata 11ª nello slalom speciale e 9ª nella gara a squadre; l'anno dopo ai Mondiali di Åre 2019 è stata 10ª nello slalom speciale e 9ª nella gara a squadre, mentre a quelli di Cortina d'Ampezzo 2021, sua ultima presenza iridata, si è classificata 7ª nella gara a squadre e non ha completato lo slalom speciale. L'anno dopo ai XXIV Giochi olimpici invernali di Pechino 2022, sua ultima presenza olimpica, si è piazzata 16ª nello slalom speciale e 9ª nella gara a squadre; si è ritirata al termine di quella stessa stagione 2021-2022 e la sua ultima gara è stata lo slalom speciale di Coppa del Mondo disputato a Courchevel il 19 marzo, chiuso dalla Mielzynski al 15º posto.

## Palmarès

### Mondiali
- 1 medaglia:
  - 1 argento (gara a squadre a Vail/Beaver Creek 2015)

### Coppa del Mondo
- Miglior piazzamento in classifica generale: 38ª nel 2019
- 2 podi:
  - 1 vittoria
  - 1 terzo posto

#### Coppa del Mondo - vittorie
| Data         | Località     | Paese    | Specialità |
| ------------ | ------------ | -------- | ---------- |
| 4 marzo 2012 | Ofterschwang | Germania | SL         |

Legenda:

SL = slalom speciale

### Coppa Europa
- Miglior piazzamento in classifica generale: 46ª nel 2011
- 1 podio:
  - 1 terzo posto

### Nor-Am Cup
- Miglior piazzamento in classifica generale: 8ª nel 2008 e nel 2010
- 26 podi:
  - 14 vittorie
  - 6 secondi posti
  - 6 terzi posti

#### Nor-Am Cup - vittorie
| Data             | Località        | Paese       | Specialità |
| ---------------- | --------------- | ----------- | ---------- |
| 15 marzo 2011    | Whistler        | Canada      | SL         |
| 16 marzo 2011    | Whistler        | Canada      | SL         |
| 13 dicembre 2011 | Panorama        | Canada      | SL         |
| 14 dicembre 2011 | Panorama        | Canada      | SL         |
| 26 novembre 2011 | Loveland        | Stati Uniti | SL         |
| 11 dicembre 2012 | Panorama        | Canada      | SC         |
| 14 dicembre 2012 | Panorama        | Canada      | SL         |
| 8 dicembre 2013  | Copper Mountain | Stati Uniti | SG         |
| 8 dicembre 2013  | Copper Mountain | Stati Uniti | SC         |
| 25 novembre 2015 | Jackson         | Stati Uniti | SL         |
| 14 dicembre 2016 | Panorama        | Canada      | SL         |
| 16 dicembre 2016 | Panorama        | Canada      | SL         |
| 17 dicembre 2016 | Panorama        | Canada      | GS         |
| 18 novembre 2017 | Loveland        | Stati Uniti | SL         |

Legenda:

SG = supergigante

SL = slalom speciale

SC = supercombinata

### Campionati canadesi
- 8 medaglie[3]:
  - 3 ori (slalom speciale nel 2015; slalom speciale nel 2017; slalom speciale nel 2018)
  - 2 argenti (slalom speciale nel 2010; slalom speciale nel 2011)
  - 3 bronzi (discesa libera, slalom speciale nel 2014; slalom gigante nel 2015; slalom gigante nel 2018)